# 盟友避難行動
盟友避难行动是2021年8月美国開展的军事行动。美军计划在2021年8月31日之前从阿富汗撤出，而这一行动旨在从阿富汗撒走选定的处于危险之中的阿富汗平民，尤其是翻译、美国大使馆雇员和其他潜在的特殊移民签证（SIV）申请人。美国人员还在喀布尔国际机场协助北约和地区盟国进行各自的疏散工作。

## 行動歷史
- 2021年7月14日，美國拜登政府宣布此行動名稱（Operation Allies Refuge）。
- 7月30日，第一批阿富汗口譯員通過特殊移民签证（SIV）進入維吉尼亞州。
- 8月12日，隨著阿富汗局勢惡化，拜登政府宣布將向喀布尔国际机场部屬3000名美軍，以確保使館人員、美國國民與SIV申請人的撤離行動。
- 8月22日，美國拜登總統表示，美軍正考慮延後最後的撤軍期限（8月31日），他也表示在過去的30個小時內，已經撤離11,000人。